# The Renunciation
The Renunciation é um filme mudo norte-americano de 1909 em curta-metragem, do gênero drama, dirigido por D. W. Griffith. Cópia do filme encontra-se conservada.

## Elenco
- Mary Pickford ... Kittie Ryan
- Anthony O'Sullivan ... Steve Ryan, Kittie's Uncle
- James Kirkwood ... Joe Fielding
- Harry Solter ... Sam Walters
- Billy Quirk ... Kittie's Fiancé